# Budapest XXII. kerülete
Budapest XXII. kerülete Budapest délnyugati részén, a Duna jobb partján fekvő kerület. A kerületi önkormányzat által megállapított hivatalos elnevezése Budafok-Tétény.

## Földrajz
A Budai-hegység déli előterét alkotó dolomitból és mészkőből álló, karsztos felszínű Tétényi-fennsíkon és annak a Dunáig lefutó lejtőin terül el. Ennek löszös talajtakarója kiválóan alkalmas volt a szőlőtermesztésre. A fennsík Kamaraerdő melletti, sziklagyepes része számos ritka növény- és állatfaj élőhelye. A Háros-sziget a még érintetlen ártéri erdőségével természetvédelmi terület.

## Közlekedés
A kerületen áthalad a 6-os főút, az M0 és a 7-es főút. Keleti oldalán húzódik a Dunántúlra vezető 30-as és 40-es számú vasútvonal.

## Története
1950. január elsejétől létezik, Budafok megyei város majdnem teljes területének, valamint Nagytétény és Budatétény nagyközségeknek az egyesítése révén.

## Népesség
A XXII. kerület lakónépessége 2022. október 1-jén 56 534 fő volt, ami Budapest össznépességének 3,4%-át tette ki. A 2011-es népszámlálás óta 2830 fővel nőtt a kerület lakosság száma.  A legmagasabb befejezett iskolai végzettség szerint a diplomával rendelkezők élnek a legtöbben a kerületben 17 826 fő, utánuk következő nagy csoport az érettségi végzettséggel rendelkezők 17 097 fővel. 
A 19. század utolsó harmadától a XXII. kerület lakosságszáma egyenletesen növekedett, egészen az 1970-es évekig. A növekedést csak a második világháború akasztotta meg. A háború következtében a kerület a lakosságának az 1%-át veszítette el. A 70-es években ugrásszerűen megnőtt a kerület népessége.

## Politika

### Polgármesterei
| Időszak   | Név             | Jelölő szervezet(ek)             | Megjegyzés |
| --------- | --------------- | -------------------------------- | ---------- |
| 1990–1994 | Hajas Ervin     | SZDSZ                            |            |
| 1994–1998 | Hajas Ervin     | független                        |            |
| 1998–2002 | Szabolcs Attila | Fidesz-FKgP-MDF                  |            |
| 2002–2006 | Bollók Istvánné | MSZP-SZDSZ                       |            |
| 2006–2010 | Szabolcs Attila | Fidesz-KDNP-Nemzeti Fórum-Jobbik |            |
| 2010–2014 | Szabolcs Attila | Fidesz-KDNP                      |            |
| 2014–2019 | Karsay Ferenc   | Fidesz-KDNP                      |            |
| 2019–2024 | Karsay Ferenc   | Fidesz-KDNP                      |            |
| 2024–     | Karsay Ferenc   | Fidesz-KDNP                      |            |

A kerületet a rendszerváltás után először az SZDSZ-es Hajas Ervin vezette két cikluson és 8 éven keresztül. Őt követte Szabolcs Attila (MDF), akit 2002-ben Bollók Istvánné (MSZP) váltott. 2006-ban ismét Szabolcs Attilát választották meg, ezúttal fideszesként, majd 2010-ben immár harmadik ciklusát kezdte meg. Őt 2014-ben Karsay Ferenc váltotta, akit 2019-ben újraválasztottak.

### A 2024-es önkormányzati választás eredménye
- A polgármester-választás eredménye[14]

| Jelölt neve           | Jelölő szervezet(ek) | Jelölő szervezet(ek)                                    | Szavazatok száma | Szavazatok aránya |
| --------------------- | -------------------- | ------------------------------------------------------- | ---------------- | ----------------- |
| Karsay Ferenc         |                      | Fidesz – KDNP                                           | 12 727           | 44,81%            |
| Perlai Zoltán         |                      | DK – Momentum – Jobbik – LMP – MSZP – Párbeszéd- ZÖLDEK | 12 331           | 43,41%            |
| Esze Tamás            |                      | Mi Hazánk                                               | 1635             | 5,76%             |
| Iván János            |                      | BTBKE                                                   | 1349             | 4,75%             |
| Dankóné Hegedűs Jolán |                      | Szolidaritás – Lokálpatrióták7 – Helló Pesterzsébetiek  | 363              | 1,28%             |
| Összesen              |                      |                                                         | 28 405           | 100%              |

- A képviselőtestület-választás eredménye[15]

| Párt | Párt                                                    | Mandátumok | Képviselő-testület | Képviselő-testület | Képviselő-testület | Képviselő-testület | Képviselő-testület | Képviselő-testület | Képviselő-testület | Képviselő-testület | Képviselő-testület | Képviselő-testület | Képviselő-testület | Képviselő-testület | Képviselő-testület |
| ---- | ------------------------------------------------------- | ---------- | ------------------ | ------------------ | ------------------ | ------------------ | ------------------ | ------------------ | ------------------ | ------------------ | ------------------ | ------------------ | ------------------ | ------------------ | ------------------ |
|      | Fidesz – KDNP                                           | 9          | P                  |                    |                    |                    |                    |                    |                    |                    |                    |                    |                    |                    |                    |
|      | DK – Momentum – Jobbik – LMP – MSZP – Párbeszéd- ZÖLDEK | 7          |                    |                    |                    |                    |                    |                    |                    |                    |                    |                    |                    |                    |                    |
|      | MKKP                                                    | 1          |                    |                    |                    |                    |                    |                    |                    |                    |                    |                    |                    |                    |                    |
|      | Mi Hazánk                                               | 1          |                    |                    |                    |                    |                    |                    |                    |                    |                    |                    |                    |                    |                    |

### Országgyűlési képviselői
- Mészáros Péter (MDF) (1990–1994)
- Lendvai Ildikó (MSZP) (1994–1998)
- Németh Zsolt (Fidesz) (1998–2002)
- Lendvai Ildikó (MSZP) (2002–2010)
- Németh Zoltán (Fidesz) (2010–2014)
- Szabolcs Attila (Fidesz) (2014–2018)
- Molnár Gyula (MSZP) (2018–2022)[16]
- Tóth Endre (Momentum) (2022–) [17]

## Testvérvárosai
- Bonn – Bonn kerület (1990)[18]
- Barót (1996)[18]
- Kristianstad (1998)[18]
- Varsó – Białołęka kerület (1999)[18]
- Várna – Primorszki kerület (2003)[18]
- Bécs – 22. kerület, Donaustadt (2006)[18]
- Mezőkaszony (2016)[18]

## Nevezetességek
- Barlanglakás-múzeum
- Budafoki pincerendszer
- Czuba–Durozier kastély
- Nagytétényi Gloriette
- Nagytétényi Kastélymúzeum
- Sacelláry-kastély
- Kerámiapark
- Törley-kastély
- Törley-mauzóleum
- Budafoki városháza
- Memento Park
- Nagytétényi úti Kollégium